# Universal City, Kalifornien

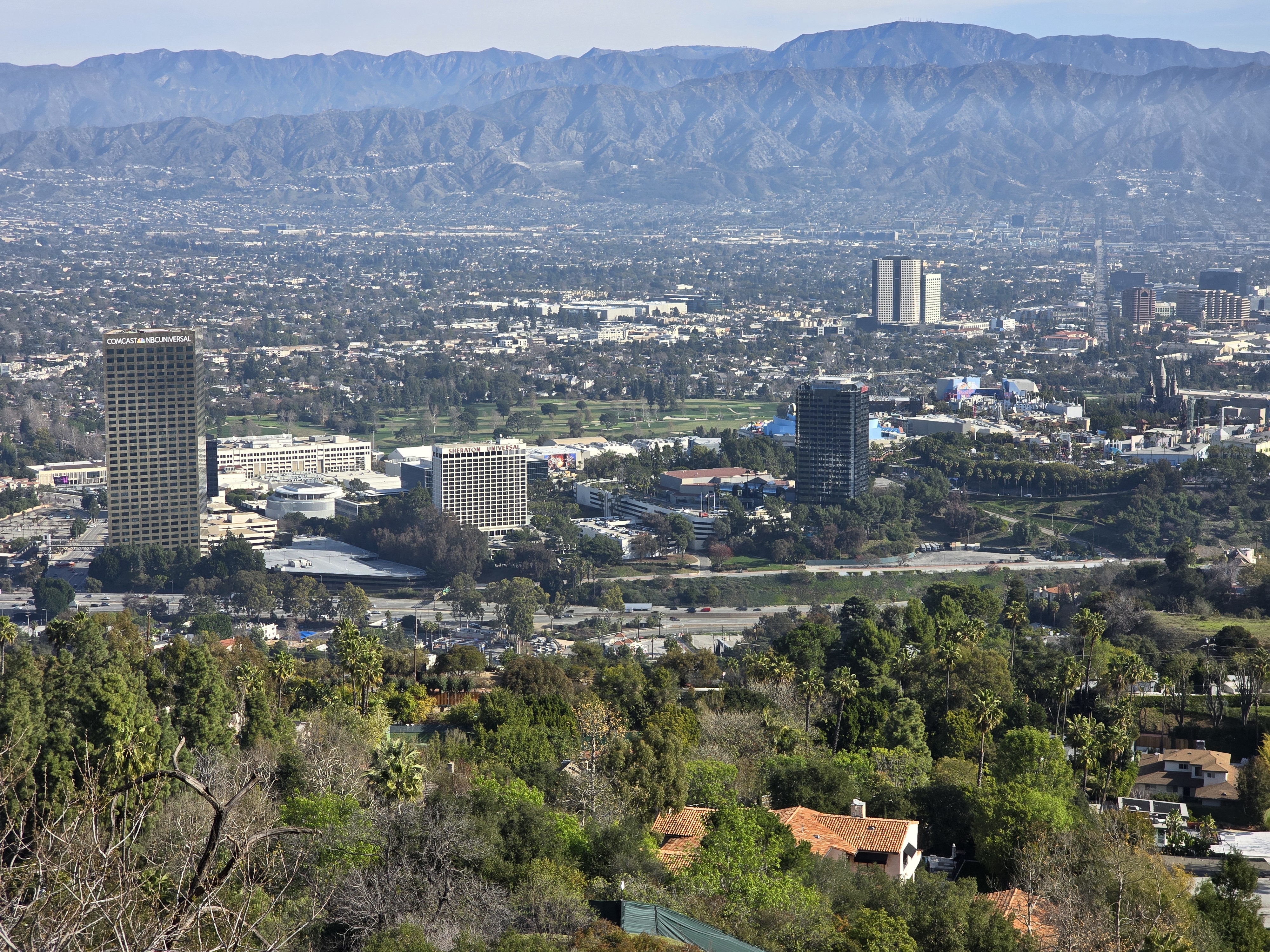
Universal City från söder, sett från berget Briar Summit. Burbank syns i bakgrunden. februari 2025

Universal City är ett företagsområde i San Fernando Valley i Los Angeles County som omfattar den 415 tunnland stora egendomen Universal Studios som är säte för Universal Pictures och som ägs genom NBC Universal och inkluderar temaparken Universal Studios Hollywood. 
På 10 Universal City Plaza ligger sedan 2013 en av NBC:s studios där de bedriver en del av sin produktion. Cirka 70 procent av området är inte inkorporerat i den omgivande staden Los Angeles utan är ett kommunfritt område; den återstående ytan ligger inom Los Angeles stadsgränser.
Universal City är ett kommunfritt område, och undviker på så sätt staden Los Angeles företagsskatter och regler (LA County har ett bygglovskontor på plats för att förenkla byggprocesser).. Los Angeles County Fire Department har en brandstation för området.